# Anidrytus fuscus
Anidrytus fuscus es una especie de coleóptero de la familia Endomychidae.

## Distribución geográfica
Habita en Brasil.